# 木島力也
木島 力也（きじま りきや、1926年〈大正15年〉11月4日 - 1993年〈平成5年〉9月2日）は、日本の総会屋、企業ゴロ、フィクサー、出版人、馬主。戸籍上の本名は鬼嶋 力也（読みは同じ）だが、本人はもっぱら「木島」の表記を用いていた。
児玉誉士夫門下で、西山広喜・岡村吾一とともに「児玉門下三羽ガラス」と呼ばれた。児玉の「側近」を自称し、児玉の没後は「後継者」を自称した。
総会屋小池隆一の師。木島の没後に発覚した一連の小池隆一事件においては、小池と金融機関各社との関係を実際に築いたのは木島であったとされている。
出版人としては現代評論社の創業者であり、新左翼系総合雑誌『現代の眼』のオーナーとして知られる。

## 経歴
1926年（大正15年）11月4日、新潟県北蒲原郡紫雲寺町（現・新発田市）に生まれる。
1955年（昭和30年）頃に政界入りを目指して上京するが、間もなく総会屋・谷口勝一の谷口経済研究所に入所し、総会屋の手口を学ぶ。総会屋に入門した理由については、「本当は政治家の事務所だと思って弟子入りしたこところが、たまたま総会屋の事務所だったんだ」と知人に語っていたという。

### 『現代の眼』の創刊
1960年（昭和35年）1月、個人事業として出版社「現代評論社」を設立。1960年4月、経済誌『芽』を創刊、1961年1月号より総合雑誌『現代の眼』となる。1962年（昭和37年）3月28日、現代評論社を株式会社化する。創業当初は『現代の眼』のみを刊行していたが、1966年（昭和41年）頃から単行本の出版も手がけるようになる。
創刊当初の『現代の眼』は、企業から広告料や広告賛助金の名目で金を受け取る目的で発行される、典型的な「総会屋雑誌」の一つにすぎなかったが、新左翼系のライターを積極的に登用する編集方針が時代風潮と合わさり、1960年代後半には、一部では『文藝春秋』・『世界』・『中央公論』等の有力総合雑誌と並び称される存在になっていった。1960年代末の全共闘運動全盛期には全共闘側を支持する立場をとり、「「現の眼」（げんのめ）は全共闘の機関誌」と呼ばれた。最盛期には7万部を出したという。ただし、木島が雑誌の発行を続けた目的は、あくまで企業に対し「いつ雑誌に変なことを書かれるかわからない」という無言の圧力を加えることであったとされる。

### 神戸製鋼・第一勧銀との縁
1960年代に三浦義一門下の右翼活動家である西山広喜と知り合う。この時期にはすでに総会屋を引退し、『現代の眼』に力を注いでいたという。このころすでに小佐野賢治とも知り合いであり、西山のつてで児玉誉士夫に紹介され、人脈を広げる。
木島の名を高めるきっかけとなったのは、1968年（昭和43年）から1969年（昭和44年）にかけて発生した神戸製鋼所（神鋼）の内紛事件だとされる。神鋼は1965年（昭和40年）に系列の尼崎製鉄と合併するが、間もなく外島健吉社長と旧尼崎製鉄出身の曽我野秀雄副社長が経営方針をめぐり対立する。曽我野副社長は児玉を利用して外島社長の辞任を画策するが、児玉は交渉中に寝返り、逆に曽我野の方が辞任に追い込まれたとされる。木島はこの際に児玉のメッセンジャー役をつとめ、「児玉の下に木島あり」と噂されるようになったという。
1969年1月、第一銀行と三菱銀行の合併構想が表面化すると、合併に反対する第一銀行会長の井上薫は、総会屋を合併潰しに利用するために木島に依頼、これが木島と第一銀行との「呪縛」のきっかけといわれる。その後、1971年に第一銀行と日本勧業銀行が合併し第一勧業銀行となった際、登記上の本店は当初は丸の内の旧第一銀行本店とし、その後に内幸町の旧日本勧業本店跡地に新本店を建設する約束であったが、内幸町の土地が手狭という問題があった。この際、頭取の横田郁に対し、木島が隣の国有地を購入することを勧めたため、以後、横田は木島に頭が上がらなくなってしまったという。
1970年3月4日、『現代の眼』の広告収入や広告賛助金の一部を隠し、2835万円を脱税したとして、法人税法違反の疑いで家宅捜索を受ける。
児玉誉士夫や小佐野賢治と親しかったにもかかわらず、両者との関係が深い上に同郷でもあった田中角栄とは不和であった。選挙に出馬しようとして田中に止められたことが、田中を恨むきっかけになったという。1976年にロッキード事件が発覚した際、田中が「私はこの数十年間、児玉誉士夫氏と会ったことがない」と発言したのに対し、1976年5月11日付『毎日新聞』のインタビューに答えて、1968年3月に赤坂の料亭で田中・児玉・小佐野・木島の四者が会食し、木島の政界入りなどについて協議していたことを暴露した。ロッキード事件をきっかけとして児玉・小佐野の影響力が低下していくにつれ、二人の影響力を受け継ぐ存在として台頭する。
1982年の商法改正で総会屋への利益供与が禁止され、広告収入が激減したため『現代の眼』の継続が困難となり、1983年、『現代の眼』を廃刊。ただし出版事業から全面的に撤退したわけではなく、単行本の出版はその後も続けている。一方で、商法改正を機にそれまでの大物総会屋の多くが引退したり、力を失いはじめたりするようになるにつれ、木島の存在感は相対的に強くなっていったという。
1984年に児玉誉士夫が死去してからは「児玉誉士夫の後継者」を自称するようになる。

### 第一勧業銀行の「呪縛」
1980年代半ば、小池隆一の私淑を受ける。小池は小川薫門下の総会屋であったが、1982年の商法改正をきっかけに総会屋を一時引退し、小川から離れている。このころ、あることで児玉誉士夫の怒りを買うことになり、その際に木島からとりなしてもらったことがきっかけで、木島を「恩人」と仰ぐことになったという。
1988年3月、第一勧業銀行鞠町支店の巨額不正融資が発覚し、株主総会での追及が必至となる。1970年代から1980年代にかけて、第一勧銀では島崎栄治、栗田英男、小川薫の3人を与党総会屋として抱えていたが、このときすでに栗田は引退、小川は逮捕され、島崎も往年の力を失っていた。このとき小池隆一が、木島とつきあいのあった暴力団・東亜友愛事業組合の組員を引き連れて与党総会屋として乗り込み、株主総会を取り仕切った。以後、小池とその師である木島の影響力が強まり、1989年からは木島の口利きで、小池への巨額融資が始まった。
1993年（平成5年）9月2日、肺がんのため東京都港区の東京慈恵会医科大学附属病院で死去。9月6日に東京都世田谷区の浄真寺で行われた葬儀には、宮崎邦次（第一勧業銀行会長）、藤森鉄雄（同・取締役）、松井義雄（野村證券総務担当常務）ら大手金融機関の役員のほか、沖田守弘（東亜友愛事業組合第2代会長）ら児玉系の暴力団関係者が列席した。
1997年、第一勧業銀行から小池隆一への不正融資が発覚した際、近藤克彦頭取は、5月23日の記者会見において、「多額の融資を行った最大の原因は、元出版社社長の依頼を断れなかったことにあると聞いております。その死後も同氏の呪縛がとけず、急に対応を変えることができませんでした」と発言した。この時は意図的に名前が伏せられていたが、「元出版社社長」とは木島のことである。

## 人物
とらえどころのない複雑な性格から、西山広喜からは「鵺」と評された。西山によれば三浦義一も同様に評していたという。
小川薫は「他人を「バカヤロー」と恫喝、罵倒するのが得意な男だった」「広告だか何だか知らないが、ただの取り屋ではないか。理論家ぶっていたけど、東海銀行の総会などではたいがい、増資の際の支払い期日と増資締め切り日が違うとか、つまらないことに因縁をつけるようなことを言っていた」と酷評している。

### 児玉誉士夫との関係
児玉誉士夫の「側近」を自称していたが、真偽のほどは不明。直系の子分ではなく、児玉に対して「おやじ」と気さくに呼びかけることのできる関係であったという。

### 総会屋、フィクサーとして
総会屋とされることが多いが、実際には『現代の眼』創刊以後は総会屋の活動からは引退していたとされる。第一勧業銀行の株をピーク時で6万株ほど保有していたが、株主として直接企業を揺さぶることはなかったという。このため、暴力団捜査を担当する警視庁捜査四課では、木島を総会屋ではなく「企業ゴロ」に分類していた。『読売新聞』は木島に「総会屋などに強い影響力を持っていた元出版社社長」という肩書をつけている。

### 現代評論社のオーナーとして
『現代の眼』編集長を短期間つとめた鈴木均や、編集部員であった丸山尚は、木島の編集部員に対する態度は、ポケット・マネーによる小遣いなどの「飴」と、「雑誌廃刊」や「馘首」といった圧力を加える「鞭」を巧みに使い分けて暴力的に人心を操縦する、ちょうど総会屋の企業担当者に対する態度とよく似たものであった、と証言している。
鈴木は1962年8月、現代評論社に重役兼編集長という条件で入社したものの、間もなく木島と対立、再三にわたり馘首勧告を受けた末、同年11月に退社に追い込まれた。鈴木によれば、木島は「ウチの雑誌は自由な立場だ」「中公を五年で追い抜いてみせる」といった大言壮語は吐くものの、具体的に『現代の眼』にかける理想などはなかったという。鈴木は、『現代の眼』が「思想・表現の自由」を唱えながら、社内的にはそれと正反対の経営方針がとられていたこと、木島が向坂逸郎や平野義太郎の論文を掲載しないように圧力をかけるなど、編集内容にも介入してきていたことなどを批判している。丸山尚も、「編集部の雰囲気はよかったけれど、つねに木島の疑心暗鬼と気まぐれのため、暗かった」と証言している。
一方で、1969年から廃刊まで『現代の眼』編集長をつとめた丸山実は、木島は「私にいわせれば、『現代の眼』さえ発刊していなければ、いま頃は巨額の蓄財の上で悠々自適の生活を送っていられたはずだ」と主張している。
1969年から2年間、編集者として現代評論社に席を置いていた、のちに直木賞作家となる高橋義夫は、『読売新聞』の取材に「『現代の眼』の編集方針は編集者の合議制で、木島が編集に口を出したことはない。ただ、木島が一度だけ誇らしげに語っていた姿を、僕は今でも覚えている。『ようやく、この雑誌もメージャーになって、三大新聞にも広告が打てるようになった』とね。それしもう嬉しそうだった」と証言している。
1976年に現代評論社から井上清『天皇の戦争責任』を出版した際には右翼団体の抗議を受けたが、木島は「多数の若者が天皇の名において死んでいったのは思想云々ではなく人間としての問題だ。天皇の戦争責任は断固免れない」と主張して突っぱねたという。

### 馬主として
1976年（昭和51年）から中央競馬の馬主となり、死去時には新潟馬主協会副会長、全国馬主連合会理事であった。『日刊スポーツ』の訃報では、「ナオミフェアリーなどの生産者兼馬主」「北海道新冠町の明和牧場代表で、KKホースマンのオーナー。ハイセイコーを明和牧場でけい養、メイワキミコ〔略〕の生産者兼馬主」と報じられた。
なお、明和牧場は神戸製鋼所の関連企業であり、木島は長年にわたり自分がそのオーナーだと吹聴し、周囲にもそのように信じられていた。しかし木島の没後、実際には株式を持っていなかったことが判明している。小池隆一は、正式な名義書き換えのタイミングを見計らっているうちにそのままになってしまったのではないか、と推測している。